# 道の駅織部の里もとす
道の駅織部の里もとす（みちのえき おりべのさともとす）は、岐阜県本巣市山口にある国道157号の道の駅である。
駅名の織部とは、安土桃山時代、織田信長、豊臣秀吉に仕えた武将（茶人）古田織部の出生地が本巣市（旧本巣郡本巣町）であることに由来する。

## 沿革
- 2001年（平成13年）4月3日に開駅[3]。
- 2002年（平成14年）4月1日、隣接して樽見鉄道織部駅が開業。道の駅と鉄道の駅が併設されたのは、ここが最初である[4]。

## 施設
- 駐車場
  - 普通車：98台
  - 大型車：7台
  - 身障者用 : 2台
- トイレ
  - 男：大 3器（2器）、小 7器（4器）
  - 女：9器（6器）
  - 身障者用：2器（1器）

※（）内は24時間使用可能
- 公衆電話
- テナント
- 物産館（売店）
- 道路情報館
- 無料休憩所

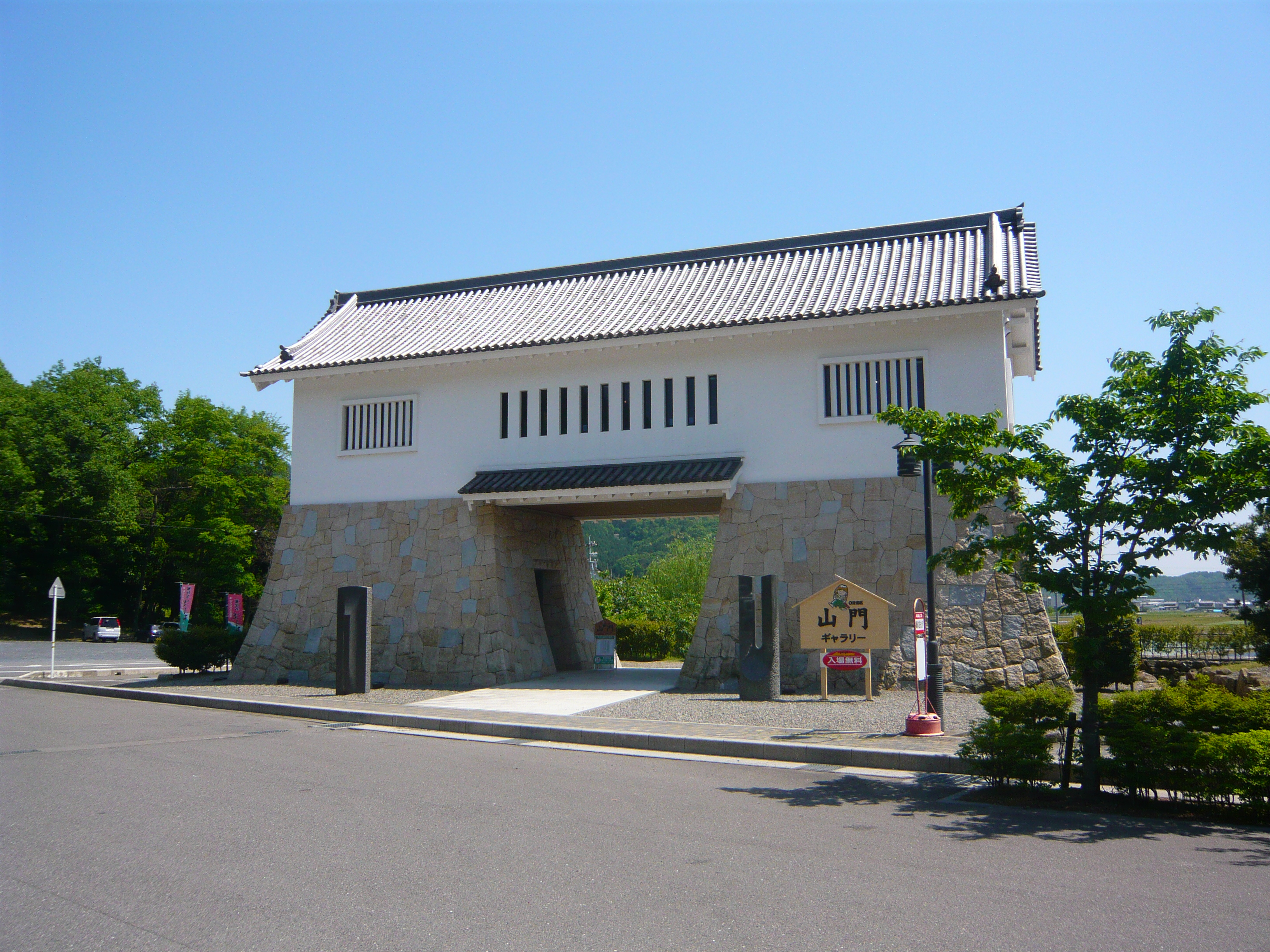
山門ギャラリー

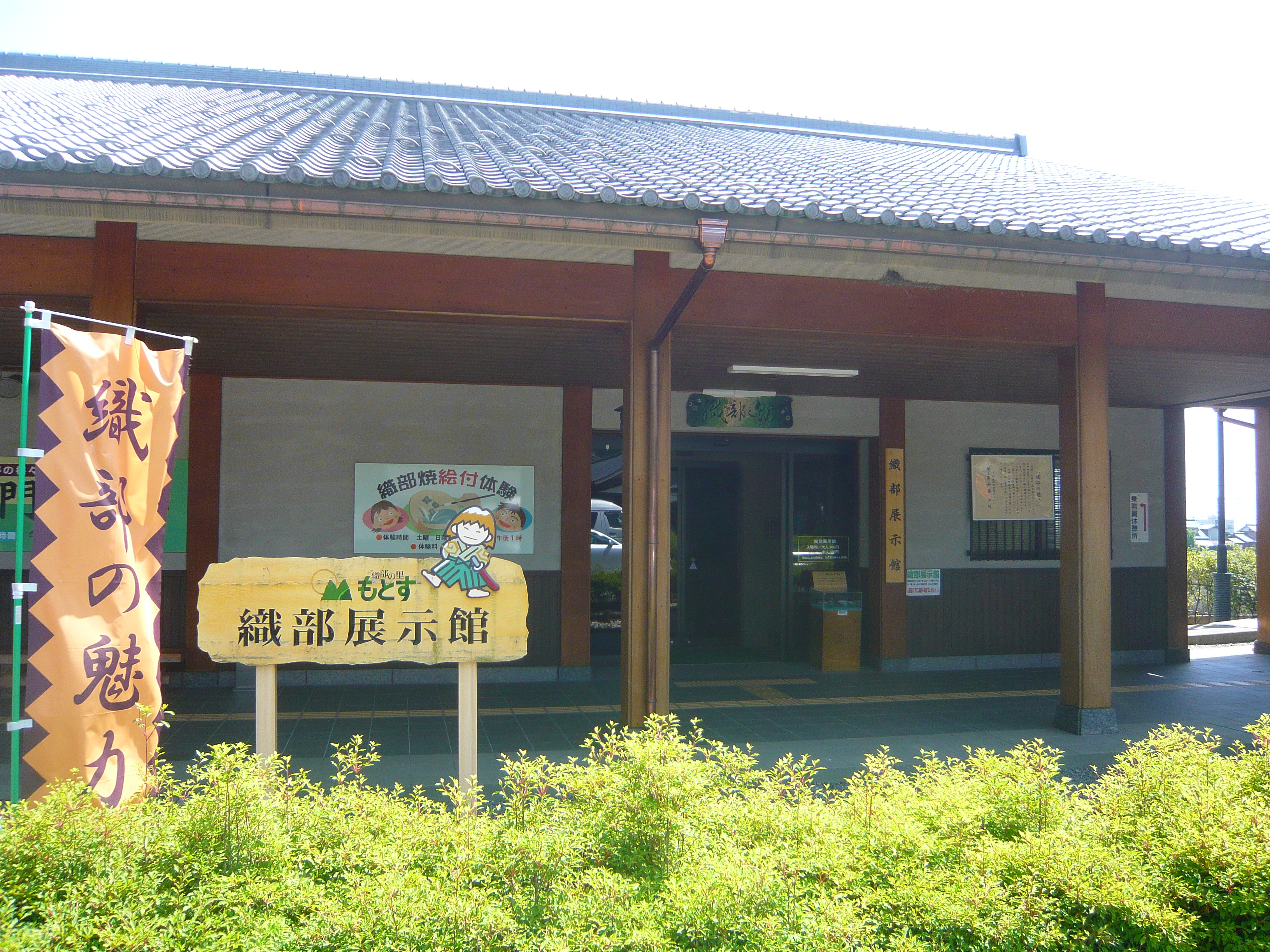
織部展示館

- 山門ギャラリー - 城郭の山門をイメージした建物で2階のギャラリーには市民等の文化作品が展示してある。
- 織部展示館（有料）[2] - 古田織部、織部焼き、織部風の茶室および茶道の紹介。織部焼きの絵付け体験も可能。
- 喫茶コーナー・茶室 - 喫茶コーナーで抹茶セット（和菓子付）を飲食すると茶室に案内してもらえる。
- そば打ち体験館 - 自分で打ったそばをその場で食べる事ができる。テイクアウトも可能。
- レストラン「和美庵」 など

### 管理団体
- 設置者：本巣市
- 指定管理者：シダックス大新東ヒューマンサービス[2]

## 休館日
- 毎週水曜日（祝日の場合は翌日）
- 年末年始

## アクセス
- 国道157号 - 登録路線
- 東海環状自動車道本巣ICより約8分。
- 樽見鉄道樽見線織部駅そば[2]

敷地内に岐阜バス黒野線、本巣市市営バス本巣北部線が乗り入れている。

## 周辺
- 文殊の森公園
- ほたる公園（席田用水）